# 黎照寰

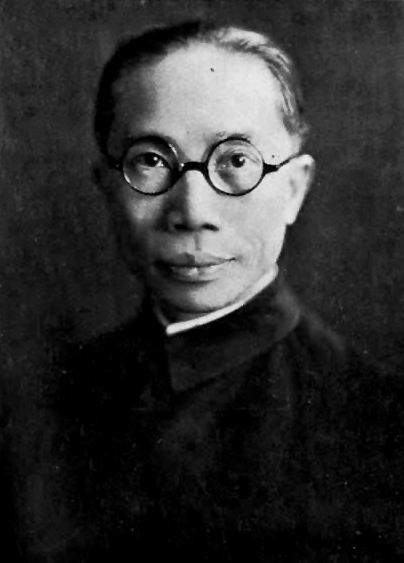
黎照寰

黎照寰（1888年—1968年）字曜生，广东省南海县小塘人。中华民国教育家、政治人物。

## 生平

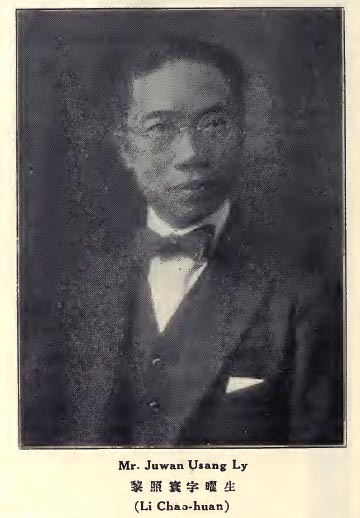
《中国名人录（第三版）》中的黎照寰照片

1907年，黎照寰由哥哥资助，赴美国留学，先后获得哈佛大学理科学士、纽约大学商科学士、哥伦比亚大学经济科硕士、宾夕法尼亚大学政治科硕士。留学美国期间，结识了孙中山，并且加入中国同盟会，还与留美中国学人创办中国科学社、中国经济问题研究会。
1919年归国后，黎照寰曾任中国公学大学部教授。1921年，出任香港工商银行司理。1922年，任广东经济调查局科长、广州华商银行经理、吴淞中国公学商科教授。1926年，任广东航政局局长。1927年5月，任武汉国民政府交通部铁路处处长。1927年10月20日，黎照寰出任南京国民政府财政部参事，1928年1月12日免职。同时，他还兼任中央银行副行长。1929年1月22日，任国民政府铁道部参事，任至同年7月23日。1929年4月，派为中比庚款委员会委员。1929年6月，任上海交通大学副校长。1929年9月10日，任国民政府铁道部常务次长，任至1930年10月29日。1930年10月之后，任交通大学校长。1942年，汪精卫政权接管交通大学时，黎照寰辞职离开该校。此后，改任浙江之江大学教授。1945年9月29日，任国民政府立法院第四届立法委员。1948年夏，再度被任命为交通大学校长，但因年老请辞。

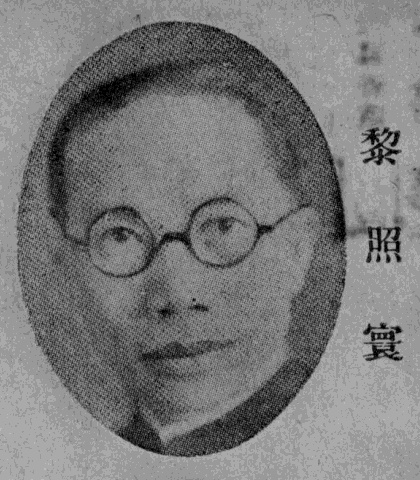
《民国名人图鉴》中的黎照寰照片

在交通大学任职期间，黎照寰力倡大学自治及学术自由，独立决定交通大学发展目标，建成了机械学院、土木学院、电机学院、科学院、管理学院及中文系、外文系和一个研究所，形成了以工科为主、管理为辅、理科为基础的学科格局。黎照寰还秉公招生，杜绝走后门。孙科之子孙治平曾报考交通大学，因国文成绩不及格，未被录取，仅作为选科生到交通大学旁听。在黎照寰的领导下，交通大学形成了“门槛高、基础厚、要求严、重实践”的教学特色。
中华人民共和国成立后，黎照寰历任全国政协第三、第四届委员，上海市政协第一至第四届委员、副主席，上海市第一至第五届人民代表大会代表。
1968年9月16日，黎照寰病逝。

## 著作
- 《中国国民党政策》[1]
- 《中山先生之革命政策》[1]